# Rhopalopsole magnicerca
Rhopalopsole magnicerca är en bäcksländeart som först beskrevs av Jewett 1958.  Rhopalopsole magnicerca ingår i släktet Rhopalopsole och familjen smalbäcksländor. Inga underarter finns listade i Catalogue of Life.